# Malakása
Malakása (Malakasa) är en ort i Grekland.   Den ligger i prefekturen Nomarchía Anatolikís Attikís och regionen Attika, i den sydöstra delen av landet, 30 km norr om huvudstaden Aten. Malakása ligger 251 meter över havet och antalet invånare är 514.
Terrängen runt Malakása är huvudsakligen kuperad, men västerut är den bergig.Runt Malakása är det tätbefolkat, med 762 invånare per kvadratkilometer. Närmaste större samhälle är Acharnes, 18,1 km söder om Malakása. 